# Khúc côn cầu trên cỏ tại Đại hội Thể thao Liên châu Mỹ 2023 – Giải đấu Nam
Giải đấu nam khúc côn cầu trên cỏ tại Đại hội Thể thao Liên châu Mỹ 2023 là giải đấu thứ 15 của nội dung thi đấu khúc côn cầu trên cỏ dành cho nam tại Đại hội Thể thao Liên châu Mỹ. Giải đấu diễn ra trong khoảng thời gian mười ngày bắt đầu từ ngày 25 tháng 10 và kết thúc giải đấu bằng trận chung kết vào ngày 3 tháng 11.
Với ba lần là nhà đương kim vô địch, Argentina đã giành được huy chương vàng lần thứ 11 khi đánh bại đội chủ nhà Chile với tỉ số 3–1 trong trận chung kết, đội lần đầu tiên lọt vào trận chung kết. Canada giành huy chương đồng khi đánh bại Hoa Kỳ với tỉ số 3–2. Với tư cách là đội chiến thắng, Argentina đủ điều kiện trực tiếp tham dự Thế vận hội Mùa hè 2024 tại Paris, Pháp.

## Vòng loại
Tổng cộng có tám đội vượt qua vòng loại để tranh tài tại giải đấu. Với tư cách là nước chủ nhà, Chile tự động vượt qua vòng loại và tham dự giải đấu. Hai đội đứng đầu tại Đại hội Thể thao Nam Mỹ 2022 và Đại hội Thể thao Trung Mỹ và Caribe 2023 cũng đã vượt qua vòng loại. Số suất tham dự còn lại đến từ Cúp Liên châu Mỹ 2022. Khi Chile lọt vào top hai tại Đại hội Thể thao Nam Mỹ 2022, số đội vượt qua vòng loại đã được thêm vào Cúp Liên châu Mỹ 2022, nghĩa là bốn đội đủ điều kiện tham dự giải đấu. Nếu Canada và/hoặc Hoa Kỳ vẫn không vượt qua được vòng loại, một trận play-off giữa các quốc gia và đội xếp thứ ba tại Cúp Liên châu Mỹ sẽ diễn ra. Vì cả hai quốc gia đều vượt qua vòng loại nên trận play-off là không cần thiết và đội có thành tích tốt nhất kế tiếp tại Cúp Liên châu Mỹ (chưa vượt qua vòng loại) sẽ đủ điều kiện. Vào ngày 13 tháng 7 năm 2023, Liên đoàn Khúc côn cầu Liên châu Mỹ đã công bố các đội và bảng đấu đủ điều kiện tham gia giải đấu.

### Các đội vượt qua vòng loại
| Giải đấu vòng loại                       | Ngày diễn ra           | Chủ nhà       | Số suất tham dự | Các đội tuyển vượt qua vòng loại |
| ---------------------------------------- | ---------------------- | ------------- | --------------- | -------------------------------- |
| Quốc gia chủ nhà                         | —                      | —             | 1               | —                                |
| Cúp Liên châu Mỹ 2022                    | 20–30 tháng 1          | Santiago      | 2 4             | Canada · Hoa Kỳ · Brasil · Perú  |
| Đại hội Thể thao Nam Mỹ 2022             | 3–11 tháng 10          | Asunción      | 2               | Argentina · Chile                |
| Đại hội Thể thao Trung Mỹ và Caribe 2023 | 28 tháng 6 – 6 tháng 7 | Santo Domingo | 2               | México · Trinidad và Tobago      |
| Tổng cộng                                | Tổng cộng              | Tổng cộng     | 8               |                                  |

- Chile lọt vào top hai tại Đại hội Thể thao Nam Mỹ 2022, nghĩa là số lượng quốc gia mà nước chủ nhà được phân bổ lại như một số lượng suất tham dự bổ sung thông qua Cúp Liên châu Mỹ 2022.
- Vì Canada và Hoa Kỳ đã vượt qua vòng loại Cúp Liên châu Mỹ nên một suất bổ sung đã có sẵn thông qua giải đấu này.

## Vòng sơ loại

### Bảng A
| VT | Đội       | ST | T | H | B | BT | BB | HS  | Đ | Giành quyền tham dự    |
| -- | --------- | -- | - | - | - | -- | -- | --- | - | ---------------------- |
| 1  | Argentina | 3  | 3 | 0 | 0 | 35 | 2  | +33 | 9 | Bán kết                |
| 2  | Chile (H) | 3  | 2 | 0 | 1 | 21 | 3  | +18 | 6 | Bán kết                |
| 3  | México    | 3  | 1 | 0 | 2 | 7  | 16 | −9  | 3 | Phân loại thứ hạng 5–8 |
| 4  | Perú      | 3  | 0 | 0 | 3 | 1  | 43 | −42 | 0 | Phân loại thứ hạng 5–8 |

| 25 tháng 10 năm 2023 17:30 |

| Argentina                                                                                               | 10–1    | México     |
| --- | ------- | ---------- |
| Domene 7', 12', 27', 48' · Mazzilli 13' · Toscani 29' · Keenan 35' · Casella 54' · Della Torre 55', 58' | Báo cáo | Guzmán 20' |

| Trọng tài: Tyler Klenk (CAN) Reinier Diaz (CUB) |

| 25 tháng 10 năm 2023 19:30 |

| Chile | 15–0    | Perú |
| --- | ------- | ---- |
| Hurtado 3' · Fel. Renz 5', 12' · Fer. Renz 10', 45' · Troncoso 16' · Richter 22' · Pizarro 35', 55' · Amoroso 44', 54' · Becerra 48' · Maldonado 48' · Valenzuela 50' · Wolansky 53' | Báo cáo |      |

| Trọng tài: Ilanggo Kanabathu (MAS) Benjamin Peters (USA) |

| 27 tháng 10 năm 2023 17:30 |

| México                                                            | 6–1     | Perú          |
| ----------------------------------------------------------------- | ------- | ------------- |
| Estrada 15' · Sosa 30' · Villegas 34' · Muñoz 35' · Leon 57', 59' | Báo cáo | Contreras 26' |

| Trọng tài: Oliver Höck (BRA) Federico Silva (ARG) |

| 27 tháng 10 năm 2023 19:30 |

| Chile       | 1–3     | Argentina                     |
| ----------- | ------- | ----------------------------- |
| Amoroso 60' | Báo cáo | Casella 16' · Domene 20', 48' |

| Trọng tài: Tyler Klenk (CAN) Benjamin Peters (USA) |

| 29 tháng 10 năm 2023 11:30 |

| Argentina | 22–0    | Perú |
| --- | ------- | ---- |
| Domene 3', 7', 9', 24', 27', 32', 41', 48' · Keenan 8', 24', 34' · Casella 15', 21' · Mazzilli 18' · Martínez 18', 49' · Toscani 37', 42', 44', 58' · Monja 53', 55' | Báo cáo |      |

| Trọng tài: Jonathan Altamirano (MEX) Reinier Diaz (CUB) |

| 29 tháng 10 năm 2023 19:30 |

| México | 0–5     | Chile                                                                  |
| ------ | ------- | ---------------------------------------------------------------------- |
|        | Báo cáo | Gesswein 9' · Strabucchi 13' · Amoroso 33' · Hurtado 39' · Becerra 56' |

| Trọng tài: Oliver Höck (BRA) Ilanggo Kanabathu (MAS) |

### Bảng B
| VT | Đội                | ST | T | H | B | BT | BB | HS  | Đ | Giành quyền tham dự    |
| -- | ------------------ | -- | - | - | - | -- | -- | --- | - | ---------------------- |
| 1  | Canada             | 3  | 3 | 0 | 0 | 8  | 1  | +7  | 9 | Bán kết                |
| 2  | Hoa Kỳ             | 3  | 2 | 0 | 1 | 12 | 4  | +8  | 6 | Bán kết                |
| 3  | Brasil             | 3  | 1 | 0 | 2 | 3  | 8  | −5  | 3 | Phân loại thứ hạng 5–8 |
| 4  | Trinidad và Tobago | 3  | 0 | 0 | 3 | 2  | 12 | −10 | 0 | Phân loại thứ hạng 5–8 |

| 25 tháng 10 năm 2023 09:30 |

| Canada                        | 2–0     | Brasil |
| ----------------------------- | ------- | ------ |
| Johnston 19' · Scholfield 41' | Báo cáo |        |

| Trọng tài: Federico Silva (ARG) Jonathan Altamirano (MEX) |

| 25 tháng 10 năm 2023 11:30 |

| Hoa Kỳ                                                                              | 6–1     | Trinidad và Tobago |
| ----------------------------------------------------------------------------------- | ------- | ------------------ |
| A. Kaeppeler 2' · Harris 13' · Heldens 28' · Kokolakis 43' · Leser 50' · Quaile 51' | Báo cáo | Te. Marcano 55'    |

| Trọng tài: Gabriel Labate (ARG) Guillermo Poblete Luna (CHI) |

| 27 tháng 10 năm 2023 09:30 |

| Brasil                          | 2–1     | Trinidad và Tobago |
| ------------------------------- | ------- | ------------------ |
| Patrocínio 2' · Vehrle-Smith 6' | Báo cáo | Pierre 33'         |

| Trọng tài: Reinier Díaz (CUB) Hugo Romero (PAR) |

| 27 tháng 10 năm 2023 11:30 |

| Hoa Kỳ           | 1–2     | Canada                     |
| ---------------- | ------- | -------------------------- |
| A. Kaeppeler 10' | Báo cáo | van Son 28' · Johnston 41' |

| Trọng tài: Gabriel Labate (ARG) Ilanggo Kanabathu (MAS) |

| 29 tháng 10 năm 2023 09:30 |

| Canada                                                    | 4–0     | Trinidad và Tobago |
| --------------------------------------------------------- | ------- | ------------------ |
| Sarmiento 7' · Davis 30' · Johnston 31' · Kirkpatrick 44' | Báo cáo |                    |

| Trọng tài: Guillermo Poblete Luna (CHI) Fabián Romero (PAR) |

| 29 tháng 10 năm 2023 17:30 |

| Brasil    | 1–5     | Hoa Kỳ                                          |
| --------- | ------- | ----------------------------------------------- |
| Lopez 43' | Báo cáo | Kokolakis 11' · A. Kaeppeler 13', 28', 30', 34' |

| Trọng tài: Tyler Klenk (CAN) Federico Silva (ARG) |

## Phân loại thứ hạng năm đến tám

### Sơ đồ
|  | Cross-overs        | Cross-overs |            |   | Hạng năm | Hạng năm |
|  |                    |             |            |   |          |          |
|  | 1 tháng 11         |             |            |   |          |          |
|  |                    |             |            |   |          |          |
|  | México             | 3 (2)       |            |   |          |          |
|  | México             | 3 (2)       | 3 tháng 11 |   |          |          |
|  | Trinidad và Tobago | 3 (0)       |            |   |          |          |
|  | Trinidad và Tobago | 3 (0)       | México     | 0 |          |          |
|  | 1 tháng 11         |             | México     | 0 |          |          |
|  |                    | Brasil      | 2          |   |          |          |
|  | Brasil             | Brasil      | 2          | 8 |          |          |
|  | Brasil             |             |            | 8 |          |          |
|  | Perú               | 1           |            |   |          |          |
|  | Perú               | 1           | Hạng bảy   |   |          |          |
|  |                    |             |            |   |          |          |
|  | 3 tháng 11         |             |            |   |          |          |
|  |                    |             |            |   |          |          |
|  | Trinidad và Tobago | 10          |            |   |          |          |
|  | Trinidad và Tobago | 10          |            |   |          |          |
|  | Perú               | 0           |            |   |          |          |

### Cross-overs
| 1 tháng 11 năm 2023 13:30 |

| México                                               | 3–3     | Trinidad và Tobago                            |
| ---------------------------------------------------- | ------- | --------------------------------------------- |
| Hernández 24', 53' · Amador 30'                      | Báo cáo | Te. Marcano 8' · Ta. Marcano 38' · Pierre 40' |
| Loạt luân lưu                                        |         |                                               |
| Villegas · Hernández · Estrada · Benedith · Castillo | 2–0     | Te. Marcano · Pierre · Vieira · Ta. Marcano   |

| Trọng tài: Oliver Höck (BRA) Reinier Diaz (CUB) |

| 1 tháng 11 năm 2023 15:45 |

| Brasil                                                                                         | 8–1     | Perú      |
| ---------------------------------------------------------------------------------------------- | ------- | --------- |
| Patrocínio 5' · Paixão 16', 36' · Martins 25' · Smith 29' · Luduena 41' · Lopez 45' · Imer 51' | Báo cáo | Rehder 5' |

| Trọng tài: Guillermo Poblete Luna (CHI) Jonathan Altamirano (MEX) |

### Thứ hạng bảy và tám
| 3 tháng 11 năm 2023 09:30 |

| Trinidad và Tobago                                                                       | 10–0    | Perú |
| ---------------------------------------------------------------------------------------- | ------- | ---- |
| Daniel 6' · Te. Marcano 8', 11', 19', 43', 43', 56' · Ta. Marcano 13', 25' · Phillip 51' | Báo cáo |      |

| Trọng tài: Oliver Höck (BRA) Jonathan Altamirano (MEX) |

### Thứ hạng năm và sáu
| 3 tháng 11 năm 2023 11:45 |

| México | 0–2     | Brasil                |
| ------ | ------- | --------------------- |
|        | Báo cáo | Vehrle-Smith 26', 28' |

| Trọng tài: Benjamin Peters (USA) Fabián Romero (PAR) |

## Vòng tranh huy chương

### Sơ đồ
|  | Bán kết    | Bán kết |                       |       | Tranh huy chương vàng | Tranh huy chương vàng |
|  |            |         |                       |       |                       |                       |
|  | 1 tháng 11 |         |                       |       |                       |                       |
|  |            |         |                       |       |                       |                       |
|  | Argentina  | 2       |                       |       |                       |                       |
|  | Argentina  | 2       | 3 tháng 11            |       |                       |                       |
|  | Hoa Kỳ     | 0       |                       |       |                       |                       |
|  | Hoa Kỳ     | 0       | Argentina             | 3     |                       |                       |
|  | 1 tháng 11 |         | Argentina             | 3     |                       |                       |
|  |            | Chile   | 1                     |       |                       |                       |
|  | Canada     | Chile   | 1                     | 1 (2) |                       |                       |
|  | Canada     |         |                       | 1 (2) |                       |                       |
|  | Chile      | 1 (3)   |                       |       |                       |                       |
|  | Chile      | 1 (3)   | Tranh huy chương đồng |       |                       |                       |
|  |            |         |                       |       |                       |                       |
|  | 3 tháng 11 |         |                       |       |                       |                       |
|  |            |         |                       |       |                       |                       |
|  | Hoa Kỳ     | 2       |                       |       |                       |                       |
|  | Hoa Kỳ     | 2       |                       |       |                       |                       |
|  | Canada     | 3       |                       |       |                       |                       |

### Bán kết
| 1 tháng 11 năm 2023 18:00 |

| Argentina                   | 2–0     | Hoa Kỳ |
| --------------------------- | ------- | ------ |
| Martínez 22' · Tarazona 34' | Báo cáo |        |

| Trọng tài: Tyler Klenk (CAN) Ilanggo Kanabathu (MAS) |

| 1 tháng 11 năm 2023 20:15 |

| Canada                                            | 1–1     | Chile                                              |
| ------------------------------------------------- | ------- | -------------------------------------------------- |
| Johnston 25'                                      | Báo cáo | Becerra 52'                                        |
| Loạt luân lưu                                     |         |                                                    |
| Johnston · Panesar · Van Son · Pereira · Guraliuk | 2–3     | Hurtado · Rodríguez · Becerra · Gesswein · Amoroso |

| Trọng tài: Gabriel Labate (ARG) Benjamin Peters (USA) |

### Tranh huy chương đồng
| 3 tháng 11 năm 2023 17:30 |

| Hoa Kỳ                            | 2–3     | Canada                                        |
| --------------------------------- | ------- | --------------------------------------------- |
| De Angelis 29' · A. Kaeppeler 54' | Báo cáo | Guraliuk 11' · Boothroyd 39' · Scholfield 51' |

| Trọng tài: Gabriel Labate (ARG) Federico Silva (ARG) |

### Tranh huy chương vàng
| 3 tháng 11 năm 2023 19:45 |

| Argentina                      | 3–1     | Chile       |
| ------------------------------ | ------- | ----------- |
| Martínez 8', 51' · Bugallo 59' | Báo cáo | Richter 45' |

| Trọng tài: Tyler Klenk (CAN) Ilanggo Kanabathu (MAS) |

## Thống kê

### Bảng xếp hạng cuối cùng
| VT | Đội                | Giành quyền tham dự                        |
| -- | ------------------ | ------------------------------------------ |
| 1  | Argentina          | Thế vận hội Mùa hè 2024                    |
| 2  | Chile (H)          | Giải đấu vòng loại Thế vận hội Mùa hè 2024 |
| 3  | Canada             | Giải đấu vòng loại Thế vận hội Mùa hè 2024 |
| 4  | Hoa Kỳ             |                                            |
| 5  | Brasil             |                                            |
| 6  | México             |                                            |
| 7  | Trinidad và Tobago |                                            |
| 8  | Perú               |                                            |

### Cầu thủ ghi bàn
Đã có 129 bàn thắng ghi được trong 20 trận đấu, trung bình 6.45 bàn thắng mỗi trận đấu.
14 bàn thắng
- Tomas Domene

8 bàn thắng
- Teague Marcano

7 bàn thắng
- Aki Kaeppeler

5 bàn thắng
- Lucas Martínez
- Lucas Toscani

4 bàn thắng
- Maico Casella
- Nicolás Keenan
- Stéphane Vehrle-Smith
- Gordon Johnston
- Juan Amoroso

3 bàn thắng
- Franco Becerra
- Tariq Marcano

2 bàn thắng
- Nicolás Della Torre
- Agustín Mazzilli
- Federico Monja
- Joaquín Lopez
- Lucas Paixão
- André Patrocínio
- Oliver Scholfield
- José Hurtado
- Andrés Pizarro
- Felipe Renz
- Fernando Renz
- Axel Richter
- Erick Hernández
- Miguel Leon
- Mickel Pierre
- Kai Kokolakis

1 bàn thắng
- Agustín Bugallo
- Santiago Tarazona
- Adam Imer
- Eduardo Luduena
- Gabriel Martins
- Fin Boothroyd
- Sean Michael Davis
- Branden Guraliuk
- James Kirkpatrick
- Matthew Sarmento
- Floris van Son
- Kay Gesswein
- José Maldonado
- Nils Stabucchi
- Axel Troncoso
- Raimundo Valenzuela
- Sebastián Wolansky
- Kevin Amador
- Jorge Estrada
- Matías Guzman
- Pablo Muñoz
- Juan Sosa
- Luis Villegas
- Angelov Contreras
- Daniel Rehder
- Joel Daniel
- Shawn Phillip
- Christian De Angelis
- Pat Harris
- Jack Heldens
- Marius Leser
- Finlay Quaile

Nguồn: FIH